# Wolayta Sodo
Wolayta Sodo (amárico: ዎላይታ ሶዶ) ou Sodo (Língua wolaytta: Wolaytta Sooddo) é uma cidade no sul da Etiópia. A cidade é um centro político e administrativo da Zona Wolayta e do Estado Regional do Sul da Etiópia.

## História
No início da década de 1930, Sodo foi descrita como a única localidade no distrito de Wolaita que merecia ser chamada de cidade. Tinha um mercado aos sábados, uma linha telefônica para a capital e um correio semanal.
Em 1958, Sodo era um dos 27 lugares na Etiópia classificados como município de primeira classe. Uma sucursal do Banco Comercial da Etiópia foi criada entre 1965 e 1968. 

## Demografia
Com base na projeção populacional de 20023 realizada pelo serviço central de estatística da Etiópia, esta cidade tem uma população total de 213,467 habitantes, dos quais 108,161 são homens e 105,306 mulheres.

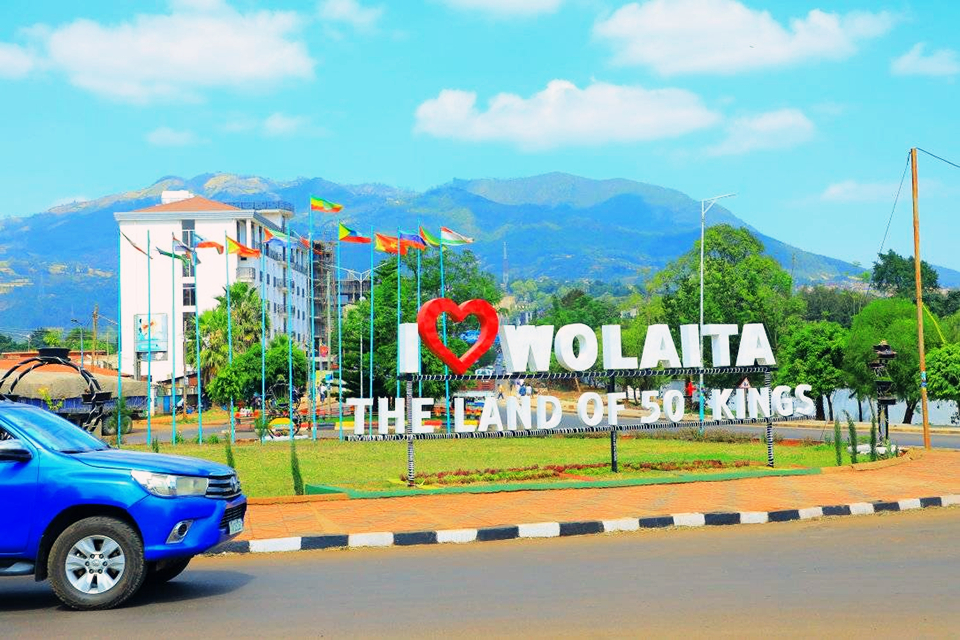
Rotunda de Tona